# The Beatles Mono Collection
The Beatles Mono Collection is een boxset van de Britse band The Beatles. Op de boxset zijn alle albums van de band te vinden die oorspronkelijk in mono waren uitgebracht; het gaat hier om de albums Please Please Me tot en met Yellow Submarine. De laatste van deze albums is het enige oorspronkelijke Britse album van de band zonder een toegewijde monomix, aangezien beide kanalen van de stereomix gewoonweg werden samengevoegd.
Het album Magical Mystery Tour is niet op de boxset te vinden omdat deze nooit in het Verenigd Koninkrijk als album werd uitgebracht. De laatste twee Beatles-albums, Abbey Road en Let It Be, zijn eveneens niet in de boxset opgenomen, omdat deze in het Verenigd Koninkrijk nooit in mono zijn verschenen.
In 2009 verscheen een nieuwe boxset, genaamd The Beatles in Mono, waarop geremasterde versies van al deze albums, met uitzondering van Yellow Submarine, te vinden zijn. Deze boxset verscheen tegelijk met The Beatles Stereo Box Set, die bestaat uit geremasterde stereoversies van alle albums.

## Albums
| #  | Album                                 | Releasedatum     |
| -- | ------------------------------------- | ---------------- |
| 1  | Please Please Me                      | 22 maart 1963    |
| 2  | With the Beatles                      | 22 november 1963 |
| 3  | A Hard Day's Night                    | 10 juli 1964     |
| 4  | Beatles for Sale                      | 4 december 1964  |
| 5  | Help!                                 | 6 augustus 1965  |
| 6  | Rubber Soul                           | 3 december 1965  |
| 7  | Revolver                              | 5 augustus 1966  |
| 8  | Sgt. Pepper's Lonely Hearts Club Band | 1 juni 1967      |
| 9  | The Beatles ("White Album")           | 22 november 1968 |
| 10 | Yellow Submarine                      | 17 januari 1969  |